# حلقه لوزه‌ای والدیر
حلقهٔ لوزه‌ای والدیر (حلقهٔ لنفاوی حلقی، حلقهٔ لنفاوی والدیر یا حلقهٔ لوزه‌ای) آرایش حلقه‌ای از اندام‌های لنفاوی در حلق است. حلقهٔ والدیر نازو و اوروفارنکس را احاطه کرده‌است و بخشی از بافت لوزه‌ای آن در بالا و برخی در زیر نرم‌کام (و در پشت حفرهٔ دهان) قرار دارد.

## ساختار
این حلقه (از بالا به پایین) تشکیل شده‌است از:
- ۱ لوزه حلقی (یا "آدنوئید")، که در سقف نازوفارنکس، زیر استخوان اسفنوئید قرار دارد.
- ۲ لوزه لوله‌ای در هر طرف، جایی که هر لوله شنوایی به داخل نازوفارنکس باز می‌شود.
- ۲ لوزهٔ کامی (که معمولاً 'لوزه‌ها' نامیده می‌شود) واقع در اوروفارنکس
- لوزه‌های زبانی، مجموعه‌ای از بافت‌های لنفاوی واقع در قسمت پشتی زبان

## اهمیت بالینی
لوزه‌های کامی وقتی ملتهب/متورم می‌شوند، که در کودکان شایع‌تر است، می‌توانند تنفس را مسدود کنند.
التهاب لوزه‌ها را التهاب لوزه و برداشتن آن را لوزه‌برداری می‌نامند.